# Boupiena (Kantchari)
Pour les articles homonymes, voir Boupiena.
Boupiena est une commune rurale située dans le département de Kantchari de la province dans la Tapoa de la région de l'Est au Burkina Faso.

## Géographie
Boupiena est traversée la route nationale 19.

## Santé et éducation
Le centre de soins le plus proche de Boupiena est le centre de santé et de promotion sociale (CSPS) de Kantchari.